# Səməd bəy Mehmandarov

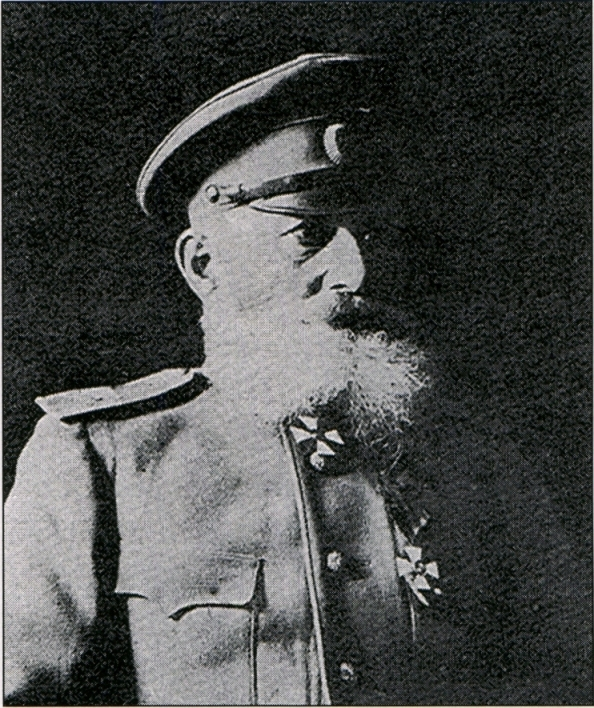
General der Artillerie Səməd bəy Mehmandarov

Səməd bəy Sadıx bəy oğlu Mehmandarov (Eingedeutscht: Sämäd bäy Sadich bäy oglu Mehmandarow; Russisch: Самед-бек Садых-бек оглы Мехмандаров; * 16. Oktober 1855 in Lənkəran, Gouvernement Schemacha, Russisches Kaiserreich; † 12. Februar 1931 in Baku, Aserbaidschanische Sozialistische Sowjetrepublik) war ein aserbaidschanischer Militärkommandeur, General der Artillerie der Kaiserlichen Russischen Armee und Kriegsminister der Demokratischen Republik Aserbaidschan.

## Werdegang
Mehmandarov stammte aus einer in Şuşa ansässigen aserbaidschanischen Adelsfamilie. Die allgemeinbildende Schulausbildung erwarb er an einem Gymnasium in Baku. Seine militärische Laufbahn begann am 1. September 1873 als Junker in der Artillerieschule Konstantinow in St. Petersburg. Nach dem Abschluss wurde Mehmandarov 1875 im Rang eines Fähnrichs der 1. Turkestanischen Artilleriebrigade zugewiesen, indem er eine Gebirgstruppe der 3. Batterie befehligte.
Vom November 1875 bis Februar 1876 beteiligte er sich an der Militärkampagne der zaristischen Armee zum Khanat von Kokand im Ferganathal. Für die Tapferkeit im Kampf gegen die Matschoh-Rebellen (im heutigen Tadschikistan) bekam Mehmandarov im Oktober 1876 seine erste militärische Auszeichnung, den Orden des Heiligen Stanislaus der 3. Klasse verliehen. Im Dezember desselben Jahres wurde er zum Podporutschik und ein Jahr später zum Porutschik befördert.
Ab Herbst 1879 setzte Mehmandarov seinen Dienst in der in St. Petersburg stationierten 2. Artilleriebrigade fort. Wegen hervorragender militärischer Leistungen wurde ihm im März 1881 der Russischen Orden der Heiligen Anna der 3. Klasse verliehen. Im November 1882 erfolgte die Beförderung zum Stabskapitän.
Im Juni 1885 wurde Mehmandarov in den Kaukasus versetzt, wo er 9 Jahre lang in der 38. Kaiserlichen Artillerieeinheit gedient hatte. Im Dezember 1890 stieg er zum Hauptmann auf. Im September wurde seine Brigade in den Warschauer Militärbezirk nach Polen verlegt. Hier avancierte Mehmandarov von einem einfachen Mitglied des örtlichen Militärgerichts 1894 zu dessen Vorsitzenden 1896. Im selben Jahr erhielt er den Orden der Heiligen Anna der 2. Klasse. Bei gleichzeitiger Ernennung zum Kommandeur der 2. Batterie der 3. Artilleriedivision wurde Mehmandarov am 1. Januar 1898 zum Oberstleutnant befördert.
Angesichts der Verlagerung der 1. Batterie nach Transbaikalien und deren Umbenennung in die 2. Batterie als Bestandteil der Transbaikalischen Artilleriedivision wurde Mehmandarov im April 1898 zusammen mit seiner Einheit zum Transbaikalischen Artilleriebataillon abgeordnet.
Vom Juli 1900 bis März 1901 nahm Mehmandarov an der Spitze seiner Batterie am Feldzug der Zarenarmee unter dem Kommando des Generalmajors Paul von Rennenkampff nach China (China Relief Expedition) teil, um dort den sogenannten Boxeraufstand niederzuschlagen. Für seine militärische Standhaftigkeit während dieser Kampagne rückte er im Januar 1901 zum Oberst auf. Zwischen Mai und Juli 1902 hatte er kurzfristig die Funktion des Befehlshabers der Transbaikalischen Artilleriedivision.
Am 1. Februar 1903 begab sich Mehmandarov in die Offiziersartillerieschule nach Zarskoe Selo (heute die Stadt Puschkin nahe St. Petersburg), um dort eine Fortbildung durchzulaufen. Während seiner Abwesenheit wurde seine Einheit vorübergehend vom Kapitän Əliağa Şıxlinski befehligt. Nachdem er die Schule mit Auszeichnung absolviert hatte, kehrte Mehmandarov im Oktober desselben Jahres nach Transbaikalien zurück und übernahm erneut das Kommando der 2. Batterie. Nur zwei Wochen später wurde ihm wegen seiner überragenden Leistungen im Kampf gegen die chinesischen Aufständischen das Goldene Schwert für Tapferkeit verliehen.

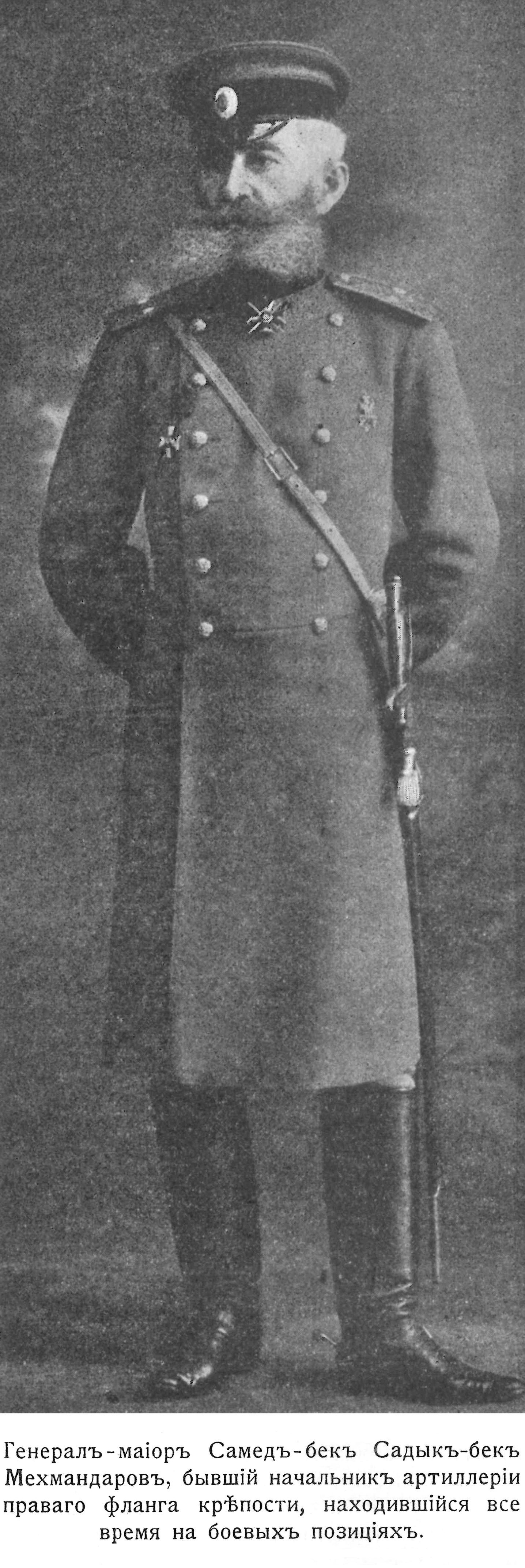
Generalmajor Mehmandarov

## Russisch-Japanischer Krieg
Mit dem Ausbruch des Russisch-Japanischen Krieges wurde Mehmandarov am 18. Februar 1904 zum Oberbefehlshaber der 7. Ostsibirischen Schützen-Artillerie-Division berufen. Eine besondere Stellung in seiner Militärkarriere nimmt die verlustreiche Belagerung von Port Arthur ein. Die russischen Verteidigungslinien setzten sich insgesamt aus drei Fronten zusammen. Die Artillerieeinheit vom Oberst Mehmandarov wurde mit der Defensive der östlichen Frontlinie, die von japanischen Truppen am stärksten angegriffen wurde, beauftragt. Mehmandarov selbst befand sich während der gesamten Belagerung ununterbrochen in vorderster Linie. Am 13. Oktober 1904 erlitt er bei einer Offensive der Japaner eine schwere Gehirnerschütterung.10 Tage später wurde er noch während der aktiven Kampfhandlungen für sein Heldentum gegen Japaner zum Generalmajor befördert und mit dem Orden des Heiligen Georg der 4. Klasse ausgezeichnet. Im Dezember 1904, als die Lage der russischen Verteidiger immer aussichtslos wurde, sprach sich Mehmandarov bei einer Versammlung des Kriegsrates kategorisch gegen die Kapitulation aus. Nachdem jedoch am 20. Dezember die gesamte russische Garnison in Kriegsgefangenschaft ging, stellte die japanische Führung den russischen Generälen, Admirälen und anderen hochrangigen Offizieren eine Rückkehr in die Heimat in Aussicht. Die Bedingung dafür war, dass diese nie wieder gegen Japan in den Krieg ziehen sollten. Mehmandarov gehörte zu den sehr wenigen Offizieren, die sich freiwillig für die Kriegsgefangenschaft entschieden hatten. Vom 23. Dezember 1904 bis zum 18. November 1905 verbrachte Generalmajor Mehmandarov seine Gefangenschaft in der japanischen Stadt Nagoya. Bei eigener Abwesenheit erhielt er im Januar 1905 für sein vorbildliches Verhalten und heldenhaften Taten gegen Japaner in Port Arthur den Sankt-Stanislaus Orden der 1. Klasse.

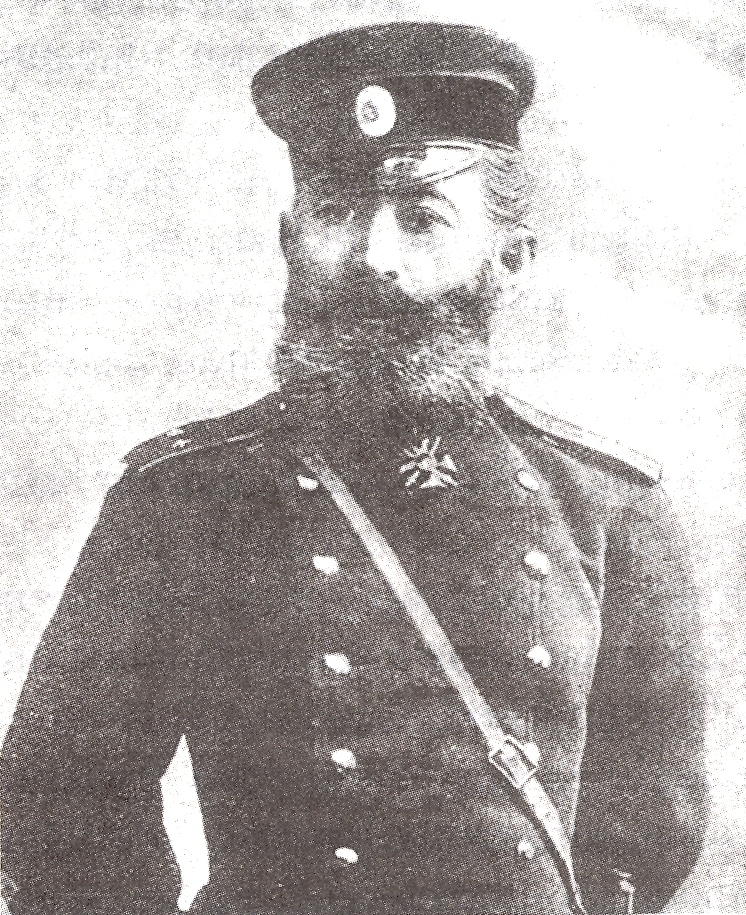
Generalmajor Mehmandarov im Jahr 1904

Nach der Freilassung wurde Mehmandarov im Dezember 1905 zum Kommandeur der 75. Artillerieeinheit, die kurze Zeit später in die 7. Ostsibirische Schützen-Artillerie-Brigade umbenannt wurde, ernannt. Zwischen Juli 1906 und Juli 1907 wurde er als Kommandant der 7. Ostsibirischen Infanterie-Division und des 3. Sibirischen Armeekorps eingesetzt. Während seines 6-monatigen Urlaubs in St. Petersburg ab September 1907 hatte sich Mehmandarov auf Anordnung des Kriegsministeriums an den Prozessen des Obersten russischen Militärgerichts in Hinblick auf die Übergabe der Festung Port Arthur an Japan beteiligt. Seine herausragenden Leistungen brachten Mehmandarov im Juli 1908 den Rang eines Generalleutnants, wobei er als Artilleriechef zum 3. Sibirischen Armeekorps abkommandiert wurde. Im Mai 1910 erfolgte die Berufung zum Artillerieinspekteur des 1. Kaukasischen Armeekorps. Im Dezember 1913 übernahm Mehmandarov das Kommando der 21. Infanterie-Division des 3. Kaukasischen Armeekorps.

## Erster Weltkrieg
Nach dem Beginn des Ersten Weltkrieges wurde der 3. Kaukasische Armeekorps nach Warschau versetzt, wo Mehmandarovs Division in den verlustreichen Schlachten gelang, eigene Stellungen zu behalten und zum Gegenschlag auszuholen. Für diese Verdienste bekam er im September 1914 den Orden des Heiligen Georg der 3. Klasse verliehen. Am 11. Dezember 1914 wurde er Oberbefehlshaber des 2. Kaukasischen Armeekorps. Die Auszeichnung mit dem Orden des Heiligen Wladimir der 2. Klasse sowie mit dem Goldenen Schwert für Tapferkeit war Ausdruck außergewöhnlicher Führungsqualitäten von Mehmandarov. Nur drei Monate später wurde zum General der Artillerie befördert. Im April und Oktober 1915 bereicherte Mehmandarov seine Medaillensammlung jeweils mit dem Kaiserlich-Königlichen Orden vom Weißen Adler und dem Alexander-Newski-Orden.

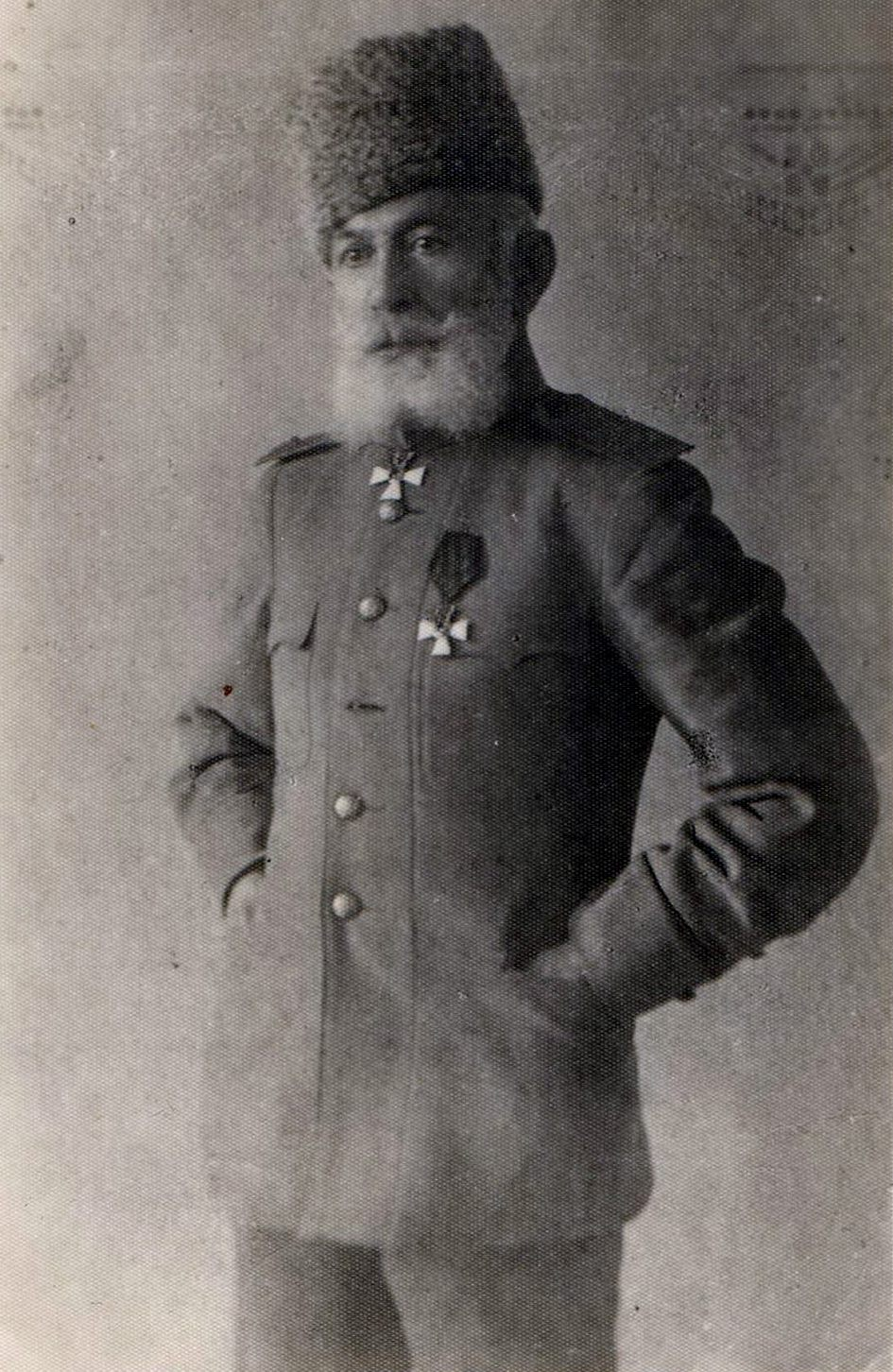
Mehmandarov als Kriegsminister der Demokratischen Republik Aserbaidschan

Nach der Februarrevolution 1917 begann der allmähliche Auflösungsprozess der Zarenarmee. Die zunehmende Fahnenflucht ging mit widerwilliger Amtsenthebung der ehemaligen kaiserlichen Befehlshaber durch selbsternannte revolutionäre Militärkomitees einher. Am 28. März 1917 wurde General der Artillerie Mehmandarov per Erlass des Offiziers- und Soldatendeputierten entlassen und in das Reservekorps des Minsker Militärbezirks aufgenommen. Doch kurze Zeit später erklärte Mehmandarov seine militärische Karriere für beendet.

## Dienst in der Demokratischen Republik Aserbaidschan
Nach der Proklamation der Demokratischen Republik Aserbaidschan (ADR) am 28. Mai 1918 wurde Mehmandarov im November desselben Jahres als Kriegsminister in die neu zusammengesetzte Regierung von Fətəli Xan Xoyski berufen. und Ende Dezember in seinem Amt offiziell bestätigt. Die Herausbildung der aserbaidschanischen Nationalarmee ist eng mit seinem Namen verbunden. Den Posten des Kriegsministers behielt Mehmandarov bis zur Besetzung Aserbaidschans durch die Rote Armee im April 1920.

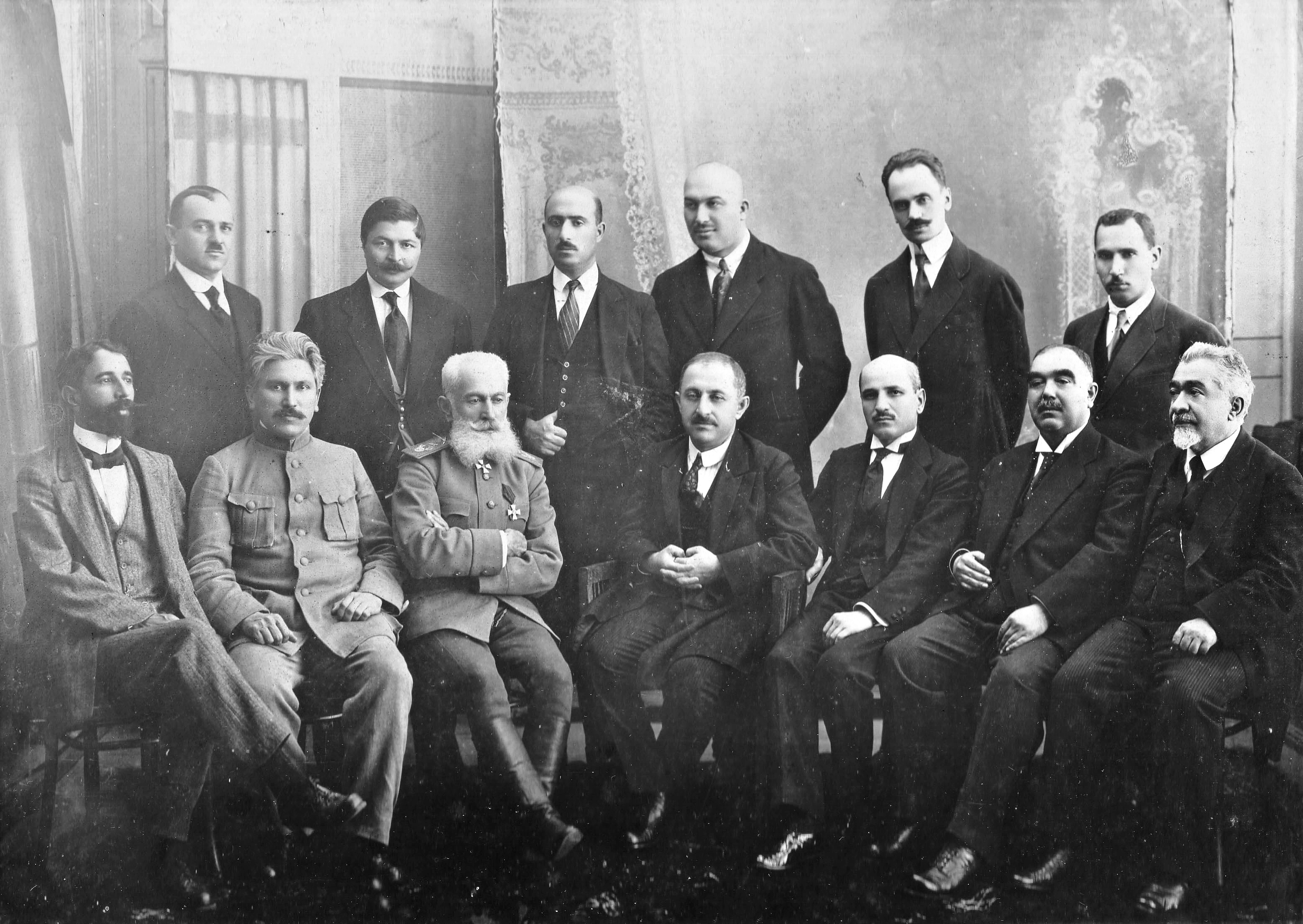
Kriegsminister Mehmandarov (Dritter links sitzend) mit den Mitgliedern des ADR-Ministerkabinetts im Dezember 1919

## Rote Armee
Nach der gewaltsamen Niederschlagung des antisowjetischen Aufstandes in Gəncə im Anschluss an die Machtergreifung der Bolschewiki in Aserbaidschan wurde Mehmandarov gemeinsam mit Əliağa Şıxlinski und anderen hochrangigen Offizieren der untergegangenen ADR inhaftiert. Vor eventuellen Repressalien rettete sie erst die Einmischung des ersten Ministerpräsidenten der Aserbaidschanischen SSR Nəriman Nərimanov, der Lenin in einem Brief davon überzeugen konnte, diese seien nützliche Kader für sowjetische Armee. Nach der Freilassung wurde Mehmandarov Anfang August nach Moskau entsandt, wo er zunächst im Allrussischen Generalstab, anschließend in der örtlichen Artilleriekommission eingesetzt wurde.
Im Juli 1921 kehrte Mehmandarov erneut nach Aserbaidschan zurück und lehrte zwischen 1924 und 1928 in der Aserbaidschanischen Kriegsschule für Kommandeure in Baku (heute Aserbaidschanische Offiziershochschule - Geidar Alijew). Am 1. Juni 1928 wurde er vom Revolutionären Kriegsrat in den Ruhestand entlassen.
Mehmandarov starb im Februar 1931 in Baku und wurde im Friedhof Çəmbərəkənd (eingedeutscht: Tschämbäräkänd) beigesetzt. 1939 wurde auf dem Gelände des Friedhofs ein Freizeitpark namens Sergei Kirow (heute Allee der Märtyrer) errichtet, wodurch das Grab von Mehmandarov verloren ging.